# 杨梅镇 (阳山县)
杨梅镇是中华人民共和国广东省清远市阳山县下辖的一个乡镇级行政单位。2020年人口3380人。

## 行政区划
杨梅镇下辖以下地区：坪洞村、杨梅村、理洞村、河皮村、焦坑村和大平村。

## 外部連結
- . 中华人民共和国国家统计局. 2023 （中文（中国大陆））.[]